# Phân bón

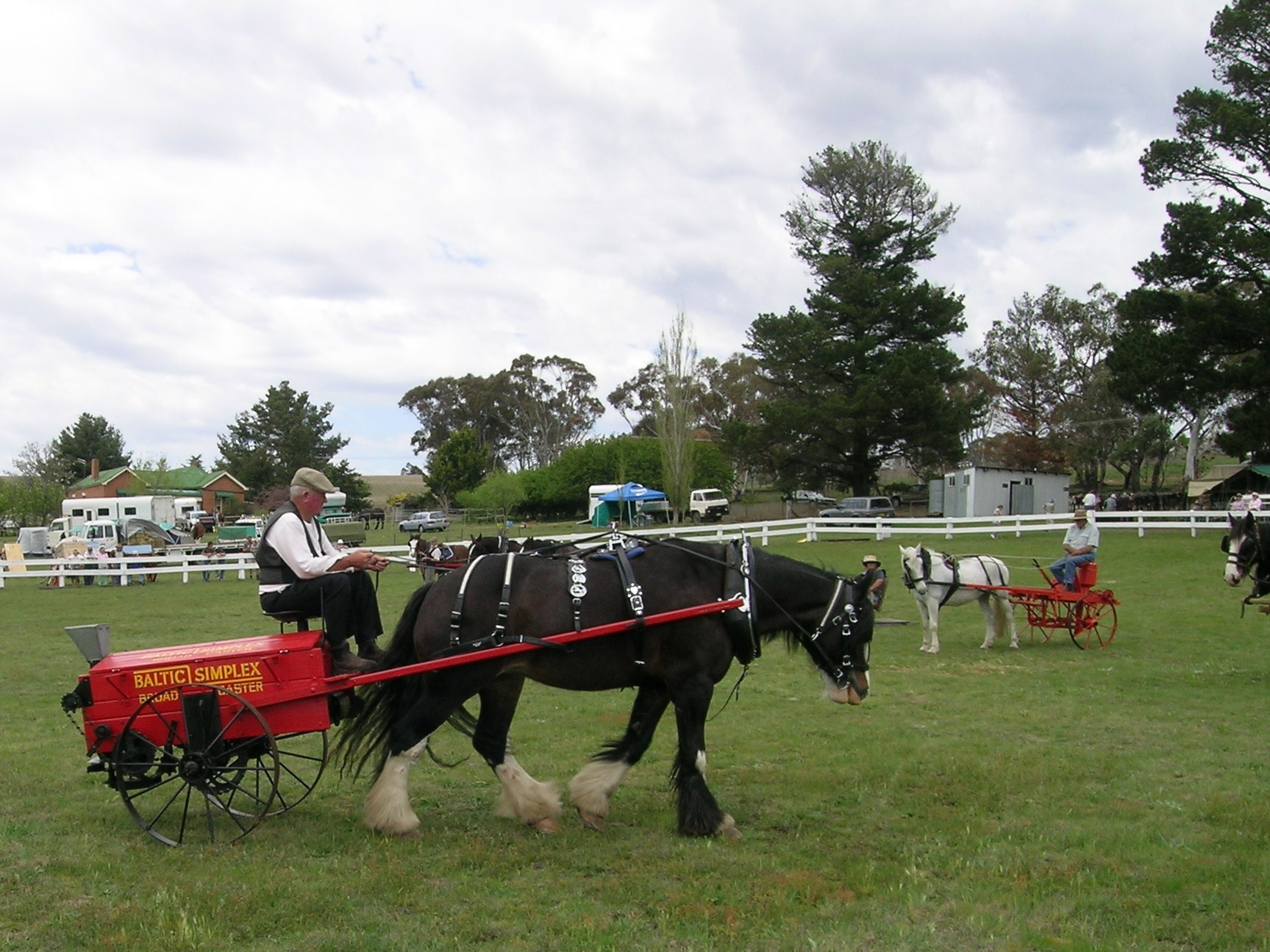
Một máy rải phân bón cũ

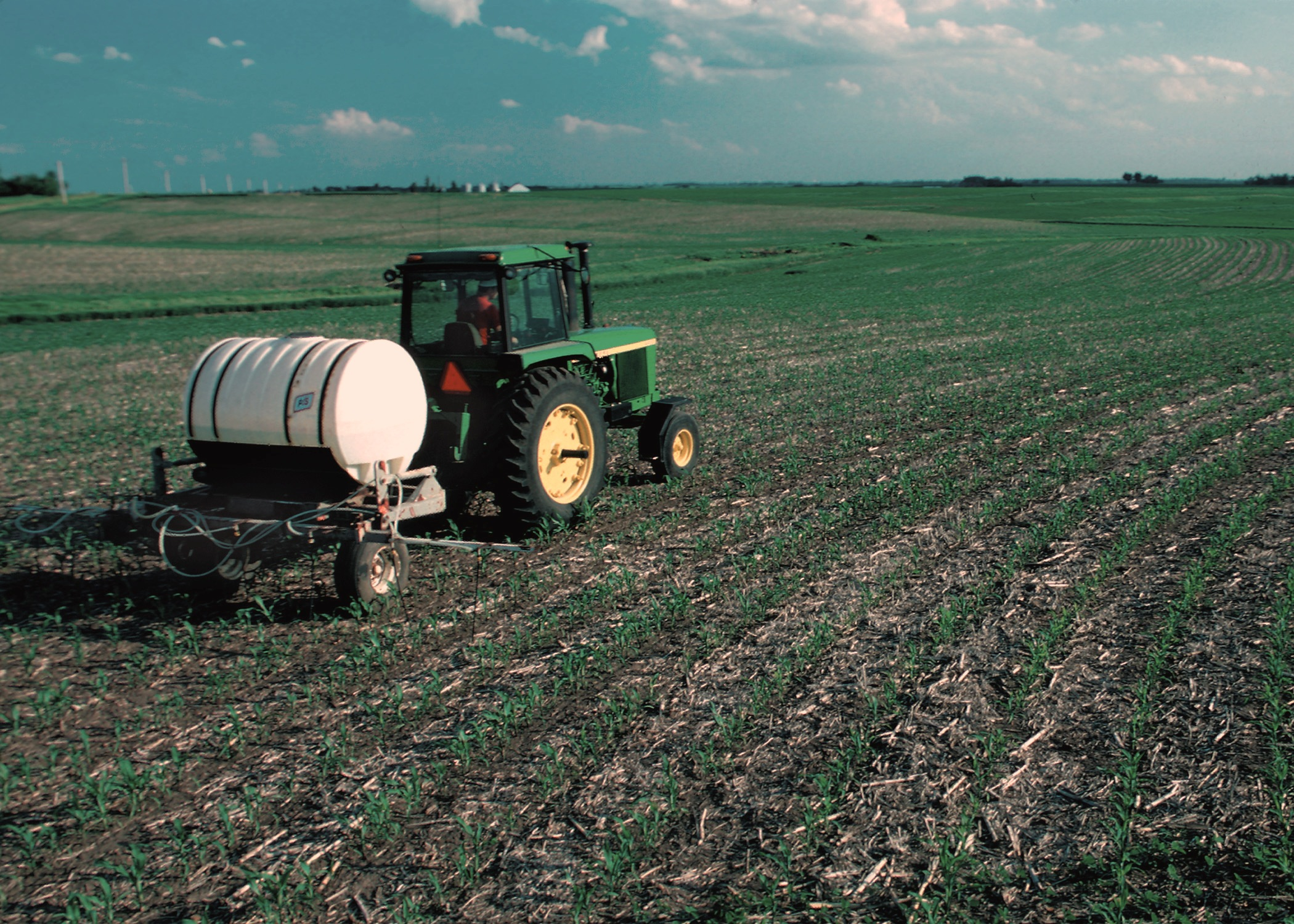
Một máy rải phân bón lớn và hiện đại tại Mỹ. Hình chụp năm 1999

Phân bón là "chất dinh dưỡng" do con người bổ sung cho cây trồng. Trong phân bón chứa nhiều chất dinh dưỡng cần thiết cho cây. Các chất dinh dưỡng chính trong phân là: đạm (N), lân (P) và kali (K), gọi là nhóm nguyên tố đa lượng. Ngoài các chất trên, còn có các nhóm nguyên tố vi lượng...
Phân bón được chia làm 3 nhóm chính: phân hữu cơ, phân hóa học (phân vô cơ) và phân vi sinh, với sự khác biệt lớn giữa chúng là về nguồn gốc chứ không phải về thành phần dinh dưỡng.
Các loại phân bón hữu cơ và một số loại phân bón khai thác vô cơ đã được sử dụng trong nhiều thế kỉ, trong khi các loại phân bón hoá học tổng hợp vô cơ chỉ được phát triển mạnh từ thời cách mạng công nghiệp. Việc hiểu biết và sử dụng tốt các loại phân bón là nhân tố quan trọng của cuộc Cách mạng Nông nghiệp Anh và cuộc Cách mạng xanh ở thế kỉ XX.

## Các loại chất dinh dưỡng cung cấp cho cây từ phân bón

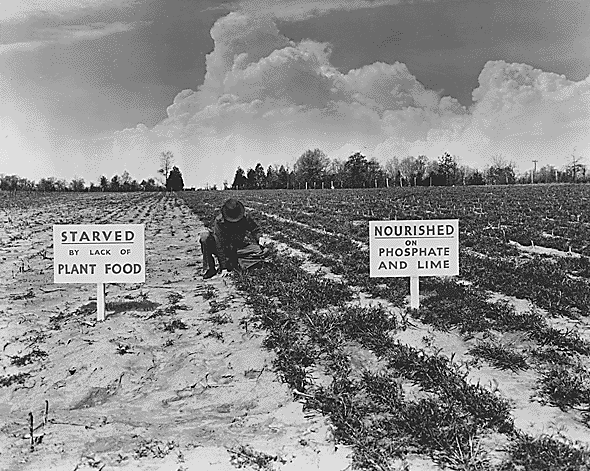
Chính quyền Thung lũng Tennessee: Chứng minh "các kết quả của phân bón" năm 1942

Các loại phân bón thường cung cấp theo các thành phần tỉ lệ khác nhau:
- Ba chất dinh dưỡng cơ bản: nitơ (N), phosphor (P), và kali (K).
- Ba chất dinh dưỡng hàng hai như calci (Ca), sulfur (S), magnesi (Mg).
- Vi chất dinh dưỡng hay vi lượng khoáng: bo (Bo), chlor (Cl), mangan (Mn), sắt (Fe), kẽm (Zn), đồng (Cu), molypden (Mo) và selen (Se).

Các chất dinh dưỡng được tiêu thụ với số lượng lớn và hiện diện trong mô cây với các số lượng từ 0.2% đến 4.0% (theo cơ sở trọng lượng khô). Các vi chất dinh dưỡng được tiêu thụ với số lượng ít và hiện diện trong mô cây với các số lượng được đo đạc là vài phần triệu (ppm), trong khoảng từ 5 tới 200 ppm, hay chưa tới 0.02% trọng lượng khô.

## Tác dụng
- Làm tăng:
+ Độ phì nhiêu của đất
+ Năng suất cây trồng
+ Chất lượng nông sản
- Cây cối tươi tốt

## Ghi nhãn hiệu cho phân bón

### Các loại phân bón chất dinh dưỡng
Các phân bón dinh dưỡng được ghi nhãn hiệu thành phần NPK và cả "N-P-K-S" tại Úc.
Một ví dụ về ghi nhãn phân bón là kali chloride bao gồm tỉ lệ 1:1 Kali và Clo hay 52% Kali và 48% Clo theo trọng lượng (bởi những khác biệt về trọng lượng phân tử giữa các nguyên tố). Thành phần truyền thống của 100g KCl sẽ có 60g K2O. Phần trăm thành phần của K2O từ 100g phân bón gốc là con số được thể hiện trên nhãn hiệu. Phân bón kali chloride vì thế sẽ được ghi nhãn 0-0-60, chứ không phải 0-0-52.

## Lịch sử
Sự hiểu biết hiện đại về dinh dưỡng cây trồng bắt đầu từ thế kỉ XIX cùng công việc của Justus von Liebig và những người khác. Tuy nhiên, việc quản lý độ phì nhiêu đất đã là một vấn đề được các nông dân quan tâm từ hàng nghìn năm.

## Phân bón vô cơ(phân bón tổng hợp)
Phân bón đa phần được chia thành phân bón hữu cơ (gồm thành phần hữu cơ tăng cường—cây trồng hay động vật), hay phân bón vô cơ (gồm các hoá chất và/hay khoáng chất tổng hợp).
Phân bón vô cơ thường được tổng hợp bằng quá trình Haber-Bosch, tạo ra amonia như sản phẩm cuối cùng. Amonia này được dùng như một nguyên liệu cho các phân bón nitơ khác, như anhydrous ammonium nitrat và ure. Các sản phẩm cô đặc này có thể được hoà tan bằng nước để hình thành nên một loại phân bón lỏng cô đặc (ví dụ UAN). Amonia có thể kết hợp với đá phosphate và phân bón kali trong quá trình Odda để sản xuất phân bón hợp chất.
Việc sử dụng các loại phân bón nitơ tổng hợp đã tăng ổn định trong 50 năm qua, tăng gấp 20 lần lên mức tiêu thụ hiện tại 1 tỉ tấn nitơ mỗi năm. Việc sử dụng các loại phân bón phosphate cũng đã tăng từ 9 triệu tấn mỗi năm năm 1960 lên 40 triệu tấn mỗi năm năm 2000. Một vụ ngô với năng suất 6-9 tấn thu hoạch mỗi hécta cần 30–50 kg phân bón phosphate, đậu tương cần 20–25 kg mỗi hécta. Yara International là nhà sản xuất phân bón nitơ lớn nhất thế giới.
| Quốc gia    | Tổng sử dụng N (Triệu tấn/năm) | Số lượng sử dụng (thức ăn/đồng cỏ) |
| ----------- | ------------------------------ | ---------------------------------- |
| Trung Quốc  | 18.7                           | 3.0                                |
| Hoa Kỳ      | 9.1                            | 4.7                                |
| Pháp        | 2.5                            | 1.3                                |
| Đức         | 2.0                            | 1.2                                |
| Brasil      | 1.7                            | 0.7                                |
| Canada      | 1.6                            | 0.9                                |
| Thổ Nhĩ Kỳ  | 1.5                            | 0.3                                |
| Anh Quốc    | 1.3                            | 0.9                                |
| México      | 1.3                            | 0.3                                |
| Tây Ban Nha | 1.2                            | 0.5                                |
| Argentina   | 0.4                            | 0.1                                |

### Sử dụng
Các loại phân bón tổng hợp thường để sử dụng trên các cánh đồng trồng ngô, tiếp theo là lúa mạch, lúa miến, cải dầu, đậu tương và hướng dương. Một nghiên cứu đã cho thấy việc sử dụng phân bón nitơ cho cây trồng phủ đất không theo mùa có thể làm tăng biomass (và do đó là giá trị phân bón xanh) của các loại cây đó, trong khi có một hiệu ứng ích lợi trên các mức độ nitơ cho cây trồng chính được trồng vào mùa hè.

### Các vấn đề của phân bón vô cơ

#### Suy kiệt vi lượng khoáng chất
Nhiều loại phân bón vô cơ không thay thế các vi chất khoáng trong đất, vốn dần bị cạn kiệt theo mùa màng. Sự cạn kiệt này đã được liên kết với các nghiên cứu cho thấy một sự sụt giảm mạnh (lên tới 75%) trong số lượng các khoáng chất đó trong quả và rau.
Tuy nhiên, một cuộc điều tra 55 nghiên cứu khoa học gần đây kết luận "không có bằng chứng về một sự khác biệt trong chất lượng chất dinh dưỡng giữa các thực phẩm chế biến hữu cơ và quy ước"  Trái lại, một cuộc nghiên cứu dài hạn do Liên minh châu Âu tài trợ thấy rằng sữa được sản xuất theo cách hữu cơ có mức độ các chất chống oxy hoá (như carotenoids và các acid alpha-linoleic) cao hơn những loại sữa được sản xuất thông thường.
Tại miền Tây Úc những thiếu hụt kẽm, đồng, mangan, sắt và molypden đã được xác định là nguyên nhân giới hạn sự phát triển của mùa màng và đồng cỏ trong thập niên 1940 và 1950. Đất đai tại miền Tây Úc rất cũ, bị ảnh hưởng mạnh của thời tiết, thiếu hụt nhiều chất dinh dưỡng và vi chất quan trọng. Từ thời điểm đó các vi chất đó thường xuyên được thêm vào trong các loại phân bón vô cơ được sử dụng trong nông nghiệp tại bang này.

#### Bón phân quá mức

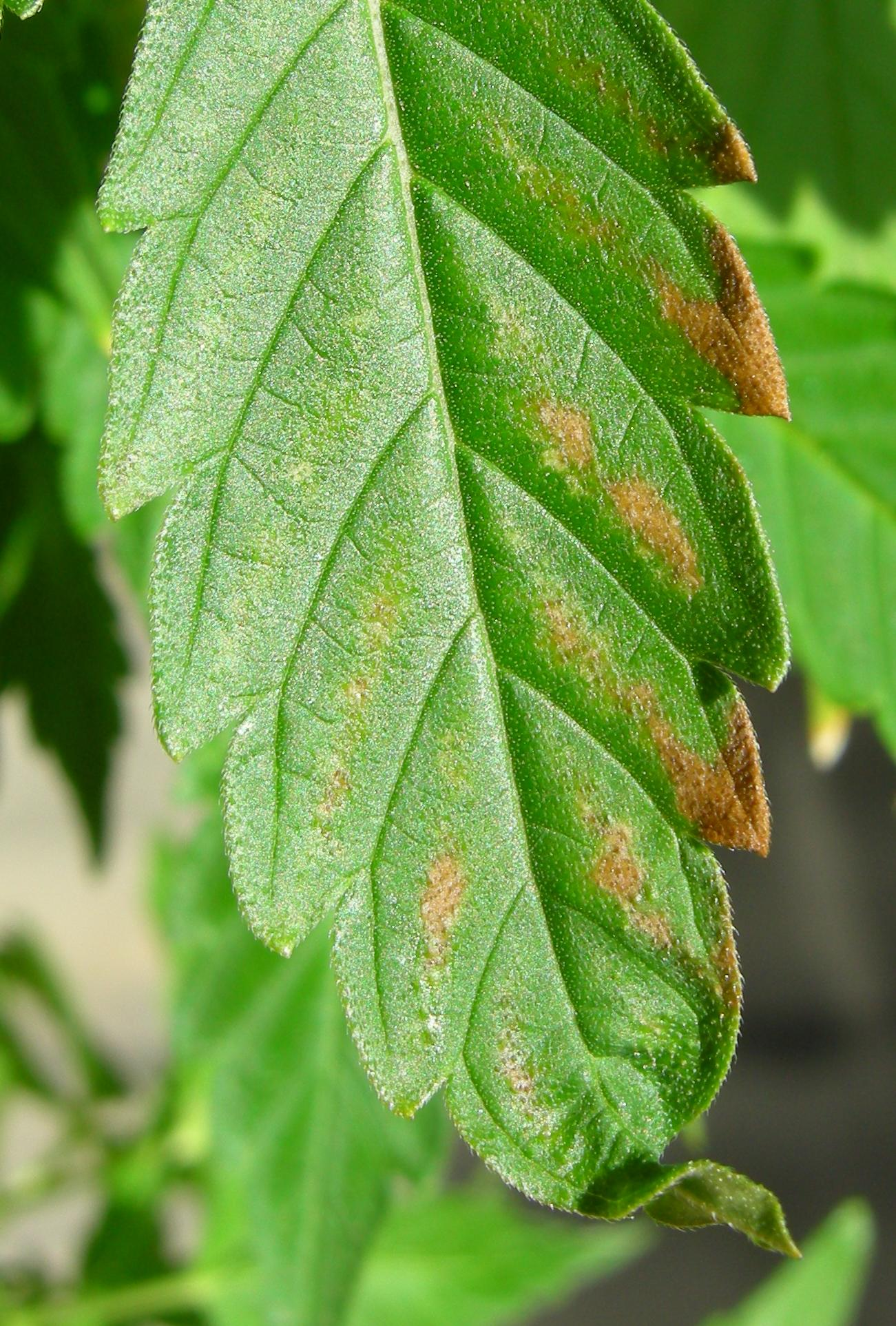
Cháy phân bón

Việc bón phân quá mức với một loại chất dinh dưỡng tối quan trọng có thể cũng gây hại như bón phân quá nhiều. "Cháy phân bón" có thể xảy ra khi phân bón được dùng quá mức, dẫn tới làm khô kiệt rễ và gây hại, thậm chí là làm chết cây.

#### Tiêu thụ năng lượng cao
Việc sản xuất amonia tổng hợp hiện tiêu thụ khoảng 5% lượng tiêu thụ khí tự nhiên toàn cầu, khoảng gần 2% sản xuất năng lượng của thế giới.
Khí tự nhiên phần lớn được sử dụng để sản xuất amonia, nhưng các nguồn năng lượng khác, cùng với một nguồn hydro, có thể được dùng sản xuất các hỗn hợp nitơ thích hợp cho các loại phân bón. Chi phí cho khí tự nhiên chiếm khoảng 90% chi phí sản xuất amonia. Sự gia tăng giá các loại khí tự nhiên trong thập kỉ vừa qua, cùng với những yếu tố khác như tăng cầu, đã góp phần làm tăng giá phân bón.

#### Tính bền vững lâu dài
Các loại phân bón vô cơ hiện được sản xuất theo các cách thức sẽ không thể tiếp tục mãi mãi. Kali và phosphor được khai thác từ các mỏ (hay các hồ muối như Biển Chết) và các nguồn đó có giới hạn. Nitơ trong khí quyển (không ngưng tụ) rõ ràng là không giới hạn (chiếm hơn 70% các loại khí trong khí quyển), nhưng đây không phải là hình thức thích hợp cho cây trồng. Để biến nitơ trở nên thích hợp cho cây cối cần quá trình ngưng tụ nitơ (biến nitơ khí quyền thành một hình thức sử dụng được cho cây trồng).
Các loại phân bón nitơ nhân tạo nói chung được tổng hợp bằng các nhiên liệu hoá thạch như khí tự nhiên và than, là các nguồn tài nguyên có giới hạn. Thay vì biến khí tự nhiên thành syngas để sử dụng trong quá trình Haber, cũng có thể biến các nguồn biomass có thể tái tạo thành syngas (hay wood gas) để cung cấp năng lượng cần thiết cho quá trình, dù số lượng đất và các nguồn tài nguyên (trớ trêu thay thường gồm cả phân bón) cần thiết cho một dự án như thế có thể là quá lớn (xem Tiết kiệm nhiên liệu ở Hoa Kỳ).

## Phân bón hữu cơ

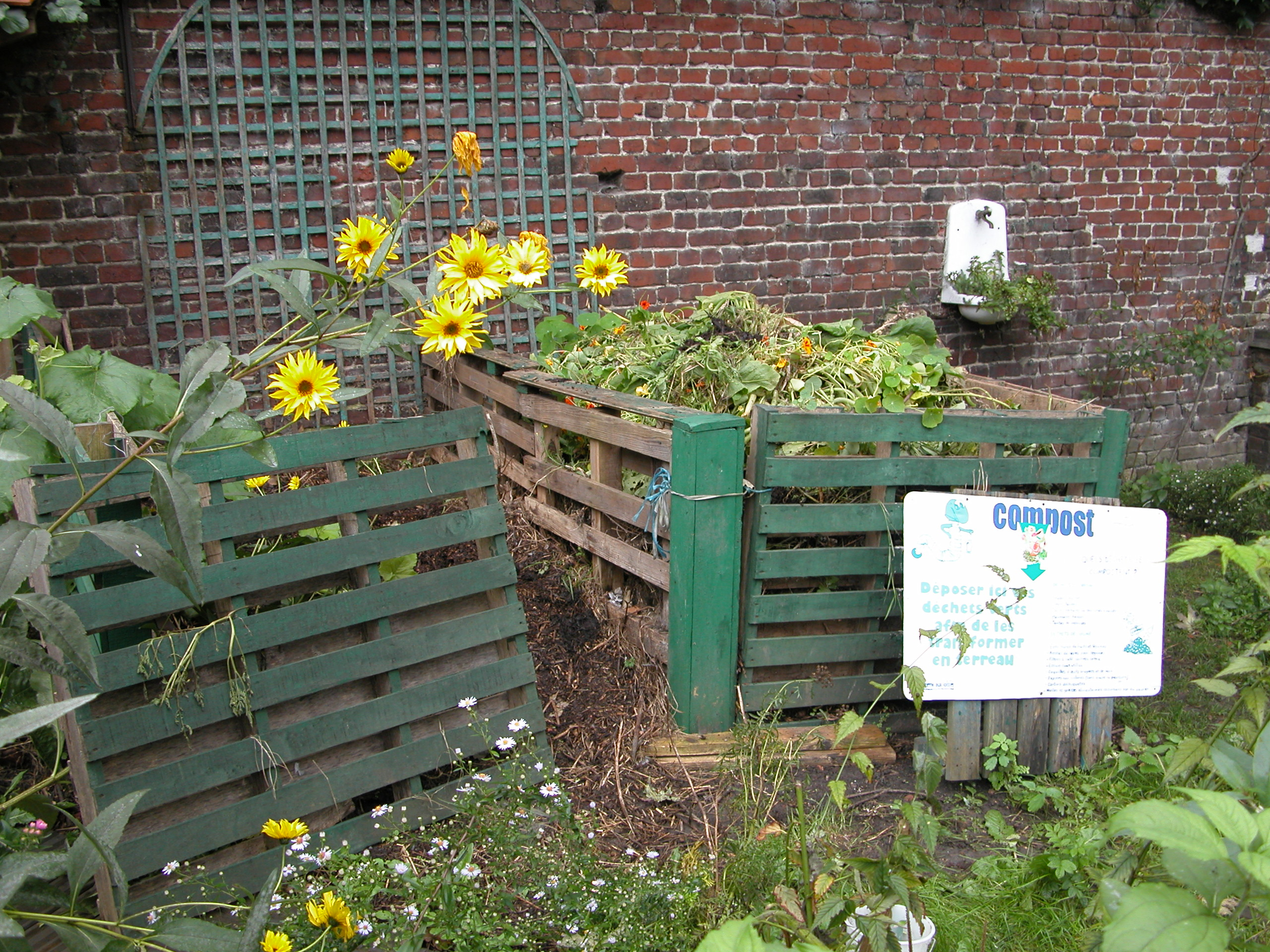
Thùng ủ phân cho sản xuất phân bón hữu cơ ở quy mô nhỏ

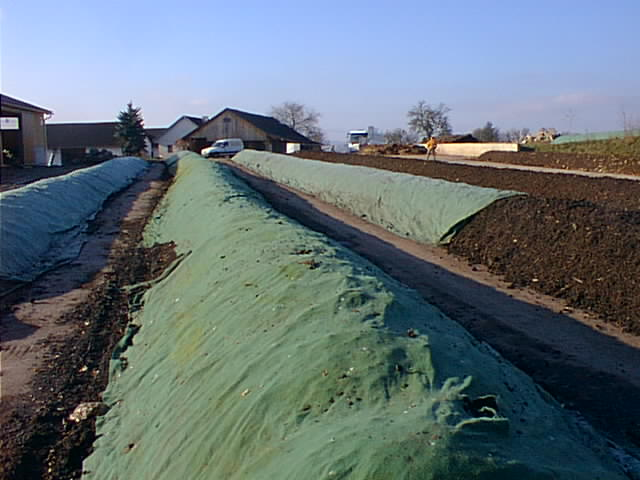
Một chiến dịch quảng bá phân trộn thương mại lớn

Các phân bón hữu cơ gồm các chất hữu cơ tự nhiên (ví dụ tảo biển) hay các trầm lắng khoáng chất tự nhiên (ví dụ saltpeter, phân chim).

### Các lợi ích của phân bón hữu cơ
Ngoài tác dụng làm gia tăng sản lượng và cung cấp dưỡng chất trực tiếp cho cây, các loại phân bón hữu cơ có thể cải thiện sự đa dạng sinh học (tuổi thọ đất) và khả năng sản xuất lâu dài của đất và có thể là nơi lưu giữ phần lớn lượng carbon dioxide thừa.
Các dưỡng chất hữu cơ làm tăng sự màu mỡ của các cơ cấu đất bằng cách cung cấp chất hữu cơ và chất dinh dưỡng cho các cơ cấu như nấm mycorrhiza (giúp các loại cây hấp thu dinh dưỡng) và có thể làm giảm đáng kể nhu cầu sử dụng các loại thuốc trừ sâu, năng lượng và phân bón, nhưng làm giảm sản lượng thu hoạch.

### So sánh với phân bón vô cơ
Hàm lượng dinh dưỡng, tính tan và tỉ lệ nhả chất dinh dưỡng của phân bón hữu cơ nói chung đều thấp hơn các loại phân bón vô cơ. Một cuộc nghiên cứu thấy rằng trong một giai đoạn 140 ngày, sau 7 lần lọc:
- Các loại phân bón hữu cơ đã nhả khoảng 25% tới 60% hàm lượng nitơ
- Các loại phân bón kiểm soát độ nhả (CRFs) có tỉ lệ nhả khá đều
- Phân bón hòa tan nhả hầu hết hàm lượng nitơ ở lần lọc đầu tiên

Nói chung, các chất dinh dưỡng trong phân bón hữu cơ vừa loãng vừa khó hấp thu hơn với cây trồng. Theo UC IPM, tất cả phân bón hữu cơ đều được xếp hạng là phân bón 'nhả chậm', vì thế không thể gây ra cháy nitơ.
Các loại phân bón hữu cơ từ phân trộn và các nguồn khác có thể khá khác biệt tuỳ theo từng mẻ{http://www.msuorganicfarm.com/Compost.pdf}, nếu không thử nghiệm cho từng mẻ số lượng dinh dưỡng cần sử dụng không được biết chắc chắn. Tuy vậy chúng ít nhất cũng có hiệu quả như các loại phân bón hoá học sau những giai đoạn sử dụng dài.

#### Động vật

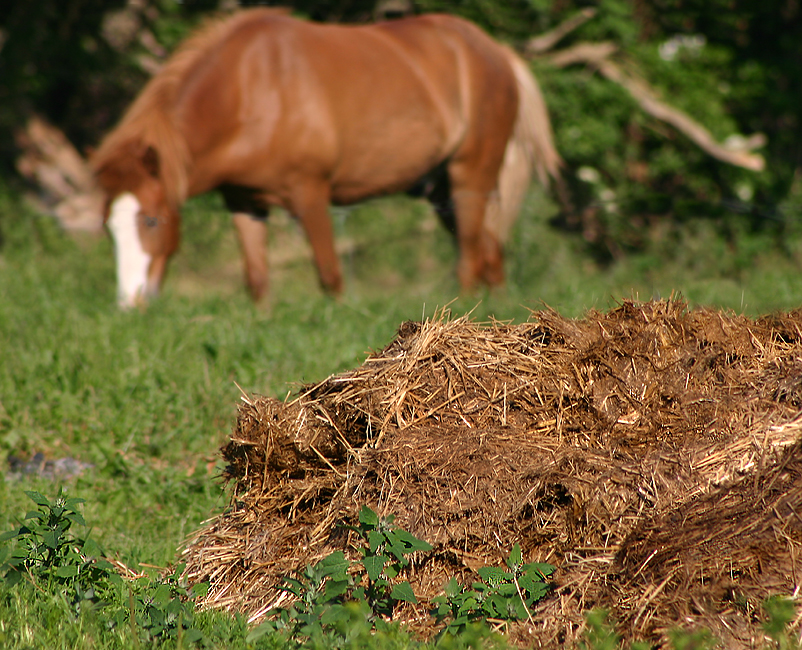
Ủ phân súc vật, một nguồn phân hữu cơ

Ure có nguồn gốc súc vật, thích hợp để sử dụng trong nông nghiệp hữu cơ, trong khi các hình thức urê tổng hợp không thích hợp. Mối đe dọa thường thấy ở những ví dụ này là nền nông nghiệp hữu cơ tìm cách tự khẳng định mình thông qua quá trình sản xuất ở mức độ tối thiểu (trái ngược với quá trình Haber nhân tạo), cũng như chỉ xảy ra tự nhiên hay qua các quá trình sinh vật tự nhiên như ủ phân.
Bùn cống sử dụng trong nông nghiệp hữu cơ tại Hoa Kỳ đã trở nên rất hạn chế và hiếm bởi USDA cấm thực hiện (vì sự tích tụ kim loại độc cùng các yếu tố khác).
USDA hiện yêu cầu chứng nhận của bên thứ ba với các loại phân bón hữu cơ lỏng có độ nitơ cao được bán trên thị trường Hoa Kỳ.

#### Cây cối

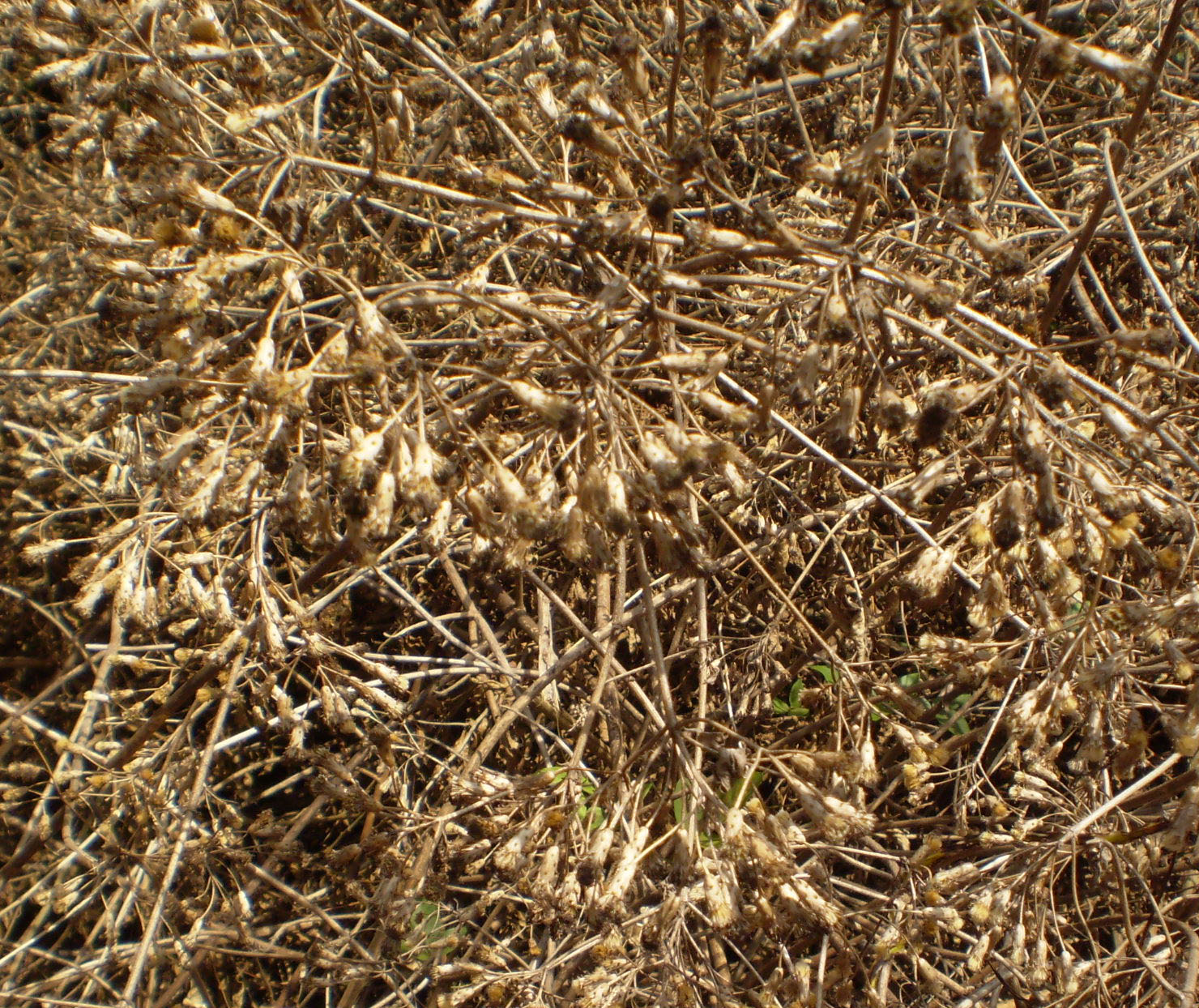
Cậy đậu răng ngựa khô, dùng làm phân xanh

Cây phủ xanh cũng góp phần làm màu mỡ đất như một biện pháp phân bón xanh thông qua quá trình ngưng tụ nitơ từ không khí; cũng như phosphor (qua sự thu thập dinh dưỡng) có trong đất.

#### Khoáng chất
Bột đá vôi, đá phosphat và natri nitrat khai thác tự nhiên, là vô cơ (theo nghĩa hoá học), cần thiết cho mùa màng và đã được cho sử dụng trong nông nghiệp hữu cơ với số lượng tối thiểu.

## Các hiệu ứng môi trường của việc sử dụng phân bón

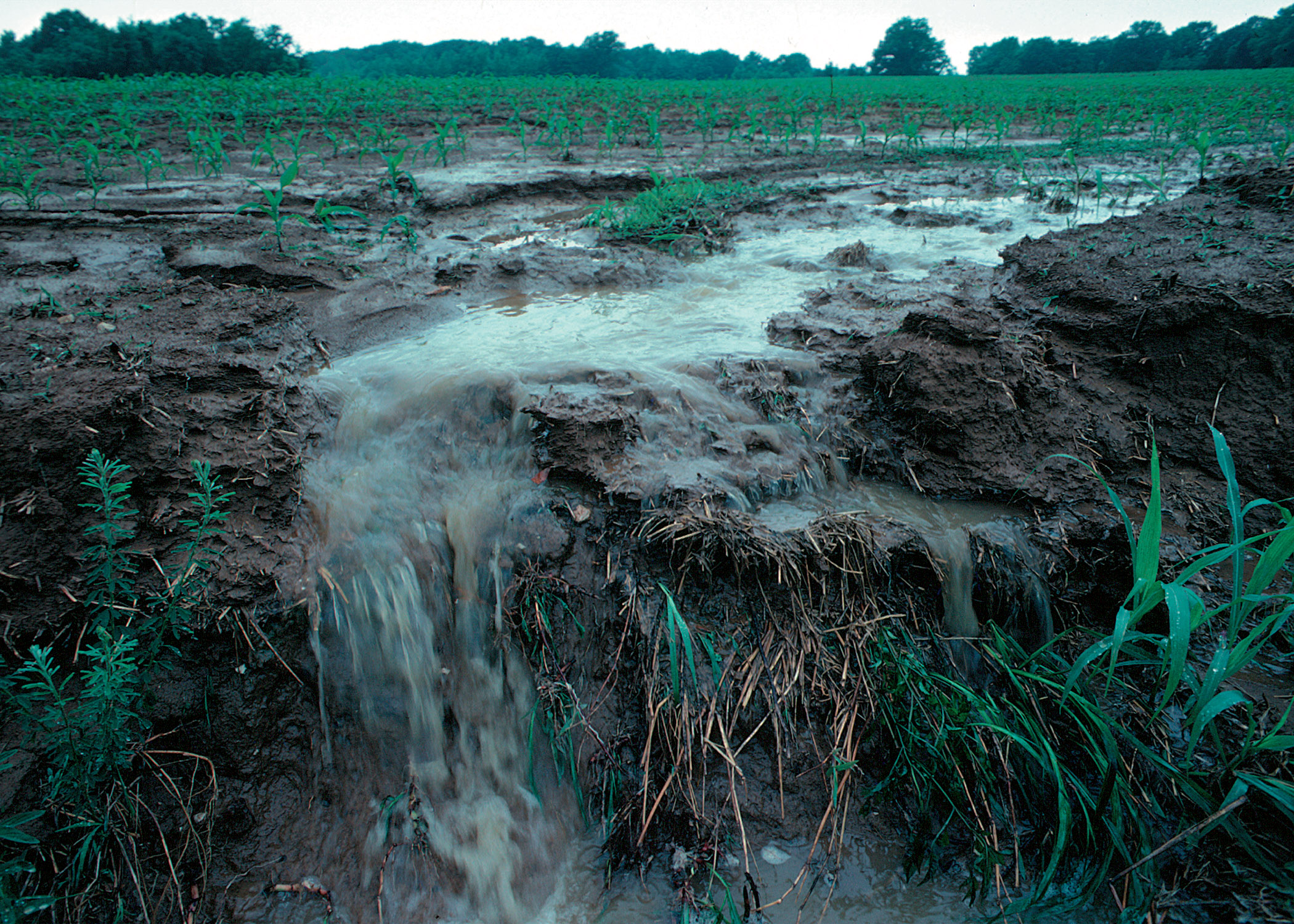
Cuốn trôi đất và phân bón trong một cơn mưa lớn

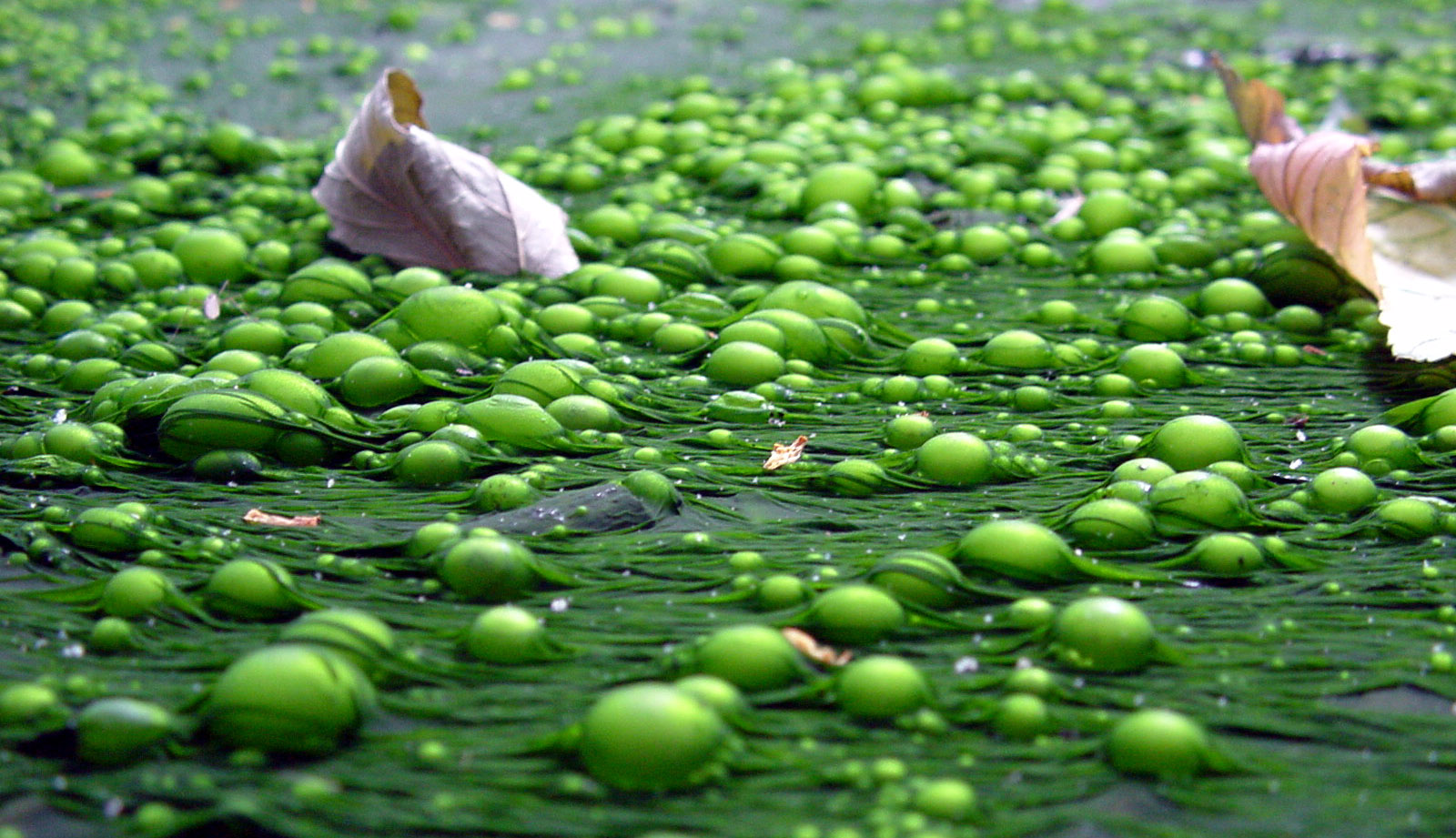
Một hoa tảo gây ra thừa chất dinh dưỡng

### Nước

#### Thừa chất dinh dưỡng
Các hợp chất giàu nitơ trong phân bón bị cuốn trôi là nguyên nhân chính gây ra sự suy kiệt oxy tại nhiều vùng đại dương, đặc biệt tại các vùng ven biển; việc thiếu oxy hoà tan do nguyên nhân này làm giảm rất nhiều khả năng duy trì của các khu vực đó với quần xã động vật của nó. Theo bề ngoài, nước trở nên đục và trở nên mất màu (xanh, vàng, xám hay đỏ).
Khoảng một nửa số hồ ở Hoa Kỳ hiện dư thừa dinh dưỡng, trong khi số lượng những vùng chết gần các bờ biển có người sinh sống đang tăng lên. Ở thời điểm năm 2006, việc sử dụng phân bón nitơ đang được kiểm soát ngày càng nghiêm ngặt tại Anh Quốc và Hoa Kỳ. Nếu tình trạng dư thừa chất dinh dưỡng có thể được đảo ngược, có thể mất nhiều thập kỉ trước khi hàm lượng nitrate tích tụ trong nước ngầm có thể bị phân huỷ bởi các quá trình tự nhiên.
Việc sử dụng nhiều phân bón nitơ vô cơ để tăng tối đa sản lượng, cộng với khả năng hoà tan lớn của chúng dẫn tới sự gia tăng cuốn trôi vào nước bề mặt cũng như thẩm thấu vào trong nước ngầm. Việc sử dụng ammonium nitrat trong các loại phân bón vô cơ đặc biệt gây hại, bởi cây cối hấp thụ các ion amoniac nhiều hơn các ion nitrate, trong khi các ion nitrate thừa không được hấp thụ tan ra (do mưa hay tưới tiêu) và bị cuốn trôi vào nước ngầm.

#### Hội chứng Blue Baby
Các mức độ nitrate cao hơn 10 mg/L (10 ppm) trong nước ngầm có thể gây ra 'hội chứng blue baby' (thu methemoglobinemia), dẫn tới sự giảm oxy huyết (có thể dẫn tới hôn mê và chết nếu không được điều trị).

### Đất

#### Axit hoá đất
Các loại phân bón hữu cơ và vô cơ có chứa nitơ có thể gây ra acid hoá đất khi sử dụng .  Lưu trữ ngày 18 tháng 6 năm 2010 tại Wayback Machine. Điều này có thể dẫn tới sụt giảm dinh dưỡng có thể được bù đắp bằng cách rắc vôi.

#### Các chất ô nhiễm hữu cơ dai dẳng
Các chất ô nhiễm hữu cơ dai dẳng ("POPs") độc hại, như Dioxins, polychlorinated dibenzo-p-dioxins (PCDDs), và polychlorinated dibenzofurans (PCDFs) đã được tìm thấy trong các loại phân bón và chất bổ sung cho nông nghiệp

#### Tích tụ kim loại nặng
Sự tích tụ lên tới 100 mg/kg cadmium trong các khoáng chất phosphat (ví dụ, các khoáng chất từ Nauru và đảo Phục sinh) làm tăng sự ô nhiễm đất với cadmium, ví dụ New Zealand.
Uranium là một ví dụ khác về chất gây ô nhiễm thường thấy trong các loại phân bón phosphat (ở các mức độ từ 7 đến 100 pCi/g). Cuối cùng các loại kim loại nặng đó có thể tích tụ lên tới những mức độ nguy hiểm và tích tụ trong sản phẩm rau. (Xem Nhiễm độc cadmium) Mức thu nhận uranium hàng năm của người trưởng thành được ước tính khoảng 0.5 mg (500 μg) từ việc ăn thức ăn và nước uống và 0.6 μg từ không khí thở.
Các rác thải của ngành công nghiệp thép, được tái sử dụng vào trong phân bón vì có lượng kẽm lớn (rất cần thiết để cây phát triển), các loại rác thải có thể gồm những kim loại độc hại sau: chìarsen, cadmium, chrom, và nickel. Các thành phần độc hại thường thấy nhất trong kiểu phân bón này là thủy ngân, chì và asen. Những lo ngại đã xuất hiện liên quan tới hàm lượng thủy ngân trong cá từ ít nhất một nguồn tại Tây Ban Nha
Tương tự, Polonium-210 có độ phóng xạ cao chứa trong các loại phân bón phosphat được rễ cây hấp thụ và lưu trữ trong mô của nó; thuốc lá được sản xuất từ những cây được bón bằng đá phosphat có chứa Polonium-210 tạo ra bức xạ alpha ước tính gây ra khoảng 11,700 ca tử vong vì ung thư phổi hàng năm trên thế giới.

Vì những lý do này, nên thực hiện quản lý dinh dưỡng, thông qua việc quan sát và giám sát thận trọng mùa màng, để giảm thiểu các hiệu ứng của việc sử dụng quá mức phân bón.

### Các vấn đề khác

#### Các hiệu ứng không khí

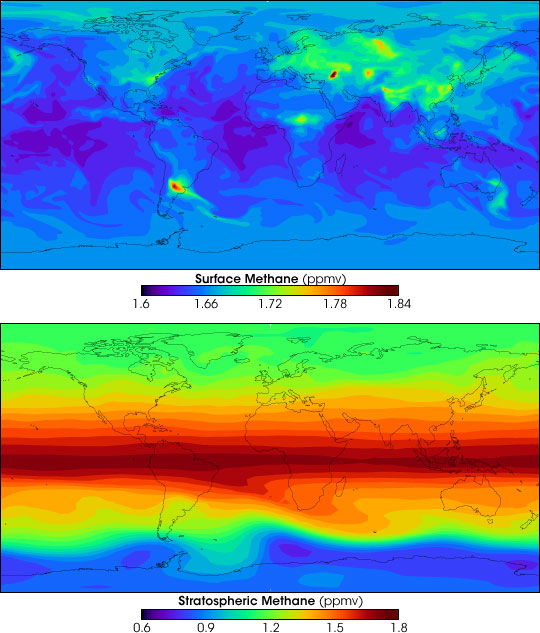
Tích tụ methane toàn cầu (bề mặt và khí quyển) năm 2005; lưu ý những đám khói rõ

Sự phát thải methane từ thu hoạch mùa màng (đáng kể nhất là từ các cánh đồng lúa) đang tăng lên do việc sử dụng các loại phân bón amonia; những phát thải này đóng góp lớn vào sự thay đổi khí hậu toàn cầu bởi methane là một loại khí nhà kính mạnh.
Qua việc tăng cường sử dụng phân bón nitơ, tăng với tỉ lệ 1 tỉ tấn mỗi năm như hiện nay với lượng nitơ phản ứng có sẵn trong khí quyền, dinitơ monoxide (N2O) đã trở thành loại khí nhà kính có mức độ tác động lớn thứ ba sau carbon dioxide và methane. Nó có khả năng làm thay đổi khí hậu thế giới 296 lần lớn hơn một khối carbon dioxide tương tự và nó cũng góp phần làm suy giảm ozon ở tầng bình lưu.
Việc lưu trữ và sử dụng một số loại phân bón nitơ trong một số điều kiện thời tiết hay đất có thể gây ra phát thải khí nhà kính tiềm tàng là nitơ oxide. Khí amonia (NH3) có thể phát thải sau khi sử dụng các loại phân bón 'vô cơ' hay phân súc vật hay bùn.
Việc sử dụng phân bón trên một bình diện toàn cầu làm phát thải ra những lượng lớn khí nhà kính vào khí quyển. Những phát thải diễn ra qua việc sử dụng:
- Phân và urê động vật, thải ra methane, nitơ oxide, amonia, và carbon dioxide với những số lượng khác nhau tuỳ thuộc hình thức (rắn hay lỏng) và cách quản lý (thu thập, lưu trữ, rải) chúng
- các loại phân bón sử dụng acid nitric hay amoni bicacbonat, việc sản xuất và sử dụng chúng dẫn tới những phát thải nitrogen oxides, nitrous oxide, amonia và carbon dioxide vào khí quyển.

Bằng cách thay đổi các quá trình và quy trình, có thể giảm một số, chứ không phải toàn bộ, những hiệu ứng đó với thay đổi khí hậu toàn cầu.

#### Tăng sức khoẻ động vật gây hại
Việc sử dụng quá mức phân bón chứa nitơ cũng có thể dẫn tới những vấn đề về côn trùng gây hại khi làm tăng tỉ lệ sinh, tuổi thọ và sức khoẻ của một số loài gây hại với nông nghiệp.